# Nicolas Remin
Nicolas Remin (* 1948 in Berlin; † Dezember 2023) ist ein deutscher Schriftsteller.

## Leben
Nicolas Remin studierte in Berlin und Kalifornien Literaturwissenschaft, Philosophie und Kunstgeschichte. Im Alter von 56 Jahren veröffentlichte er seinen ersten Roman. 
Bei seinen ersten Romanen handelt es sich um historische Romane. Sie spielen im Venedig des 19. Jahrhunderts. Die Hauptfigur ist Commissario Tron, der diverse Mordfälle klären muss. Verwicklungen mit den Habsburger Herrschern bleiben unvermeidlich.

## Werke
Die Bücher sind im Kindler Verlag in Reinbek bei Hamburg (Rowohlt Verlag) erschienen.
- Schnee in Venedig. (1862) Kindler, Reinbek 2004, ISBN 3-463-40465-6
- Venezianische Verlobung. (1863) Kindler, Reinbek 2006, ISBN 978-3-463-40472-1
- Gondeln aus Glas. (1864) Kindler, Reinbek 2007, ISBN 978-3-463-40494-3
- Die Masken von San Marco. Kindler, Reinbek 2008, ISBN 978-3-463-40495-0
- Requiem am Rialto. (1865) Kindler, Reinbek 2009, ISBN 978-3-463-40529-2
- Die Letzte Lagune. (1865) Kindler, Reinbek 2011, ISBN 978-3-463-40530-8
- Sophies Tagebuch. Kindler, Reinbek 2018, ISBN 978-3-463-40695-4

## Hörbücher
Die ersten fünf Romane wurden auch als Hörbücher auf je 4 CDs von Goya LiT (Jumbo Neue Medien & Verlag GmbH) veröffentlicht, gelesen jeweils von Karl Menrad.
- Schnee in Venedig. Jumbo, Hamburg 2005, ISBN 978-3-8337-1998-1
- Venezianische Verlobung. Jumbo, Hamburg 2006, ISBN 978-3-8337-1546-4
- Gondeln aus Glas. Jumbo, Hamburg 2007, ISBN 978-3-8337-1781-9
- Die Masken von San Marco. Jumbo, Hamburg 2008, ISBN 978-3-8337-1998-1
- Requiem am Rialto. Jumbo, Hamburg 2009, ISBN 978-3-8337-2508-1

## Auszeichnungen
Schnee in Venedig: 2006 nominiert für den Sir Walter Scott-Literaturpreis 2006  für historische Romane